# Baptiste Roux
Baptiste Roux (Bressuire, 26 novembre 1999) è un calciatore francese, difensore del TSC Bačka Topola.

## Carriera
Cresciuto nel settore giovanile del Guingamp, l'8 giugno 2020 ha firmato il suo primo contratto professionistico con la squadra rossonera, di durata triennale. Ha esordito fra i professionisti il 19 settembre successivo, disputando l'incontro di Ligue 2 vinto in trasferta per 1-0 contro il Pau. Il 17 febbraio 2022 ha prolungato il contratto fino al 2024.

## Statistiche

### Presenze e reti nei club
Statistiche aggiornate al 13 febbraio 2023.
| Stagione          | Squadra           | Campionato        | Campionato | Campionato | Coppe nazionali | Coppe nazionali | Coppe nazionali | Coppe continentali | Coppe continentali | Coppe continentali | Altre coppe | Altre coppe | Altre coppe | Totale | Totale |
| Stagione          | Squadra           | Comp              | Pres       | Reti       | Comp            | Pres            | Reti            | Comp               | Pres               | Reti               | Comp        | Pres        | Reti        | Pres   | Reti   |
| ----------------- | ----------------- | ----------------- | ---------- | ---------- | --------------- | --------------- | --------------- | ------------------ | ------------------ | ------------------ | ----------- | ----------- | ----------- | ------ | ------ |
| 2017-2018         | Guingamp 2        | N3                | 6          | 0          |                 | -               | -               |                    | -                  | -                  |             | -           | -           | 6      | 0      |
| 2018-2019         | Guingamp 2        | N3                | 14         | 1          |                 | -               | -               |                    | -                  | -                  |             | -           | -           | 14     | 1      |
| 2019-2020         | Guingamp 2        | N2                | 17         | 2          |                 | -               | -               |                    | -                  | -                  |             | -           | -           | 17     | 2      |
| 2020-2021         | Guingamp 2        | N2                | 1          | 1          |                 | -               | -               |                    | -                  | -                  |             | -           | -           | 1      | 1      |
| Totale Guingamp 2 | Totale Guingamp 2 | Totale Guingamp 2 | 38         | 4          |                 | -               | -               |                    | -                  | -                  |             | -           | -           | 38     | 4      |
| 2020-2021         | Guingamp          | L2                | 19         | 1          | CF              | 1               | 0               |                    | -                  | -                  |             | -           | -           | 20     | 1      |
| 2021-2022         | Guingamp          | L2                | 29         | 3          | CF              | 2               | 0               |                    | -                  | -                  |             | -           | -           | 31     | 3      |
| 2022-2023         | Guingamp          | L2                | 21         | 0          | CF              | 2               | 0               |                    | -                  | -                  |             | -           | -           | 23     | 0      |
| Totale Guingamp   | Totale Guingamp   | Totale Guingamp   | 69         | 4          |                 | 5               | 0               |                    | -                  | -                  |             | -           | -           | 74     | 4      |
| Totale carriera   | Totale carriera   | Totale carriera   | 107        | 8          |                 | 5               | 0               |                    | -                  | -                  |             | -           | -           | 112    | 8      |

## Palmarès

### Club

#### Competizioni nazionali
- Championnat National 3: 1

Guingamp 2: 2018-2019 (gruppo K)